# レオポルドゥス・プリムス
| 「レオポルドゥス・プリムス」 の模型。現代の再現に基づく。 |                                |                           |
| 諸元                                                      |                                |                           |
| 艦名                                                      | レオポルドゥス・プリムス       |                           |
| 造船所                                                    | ハンブルク、ダイヒトーア造船所 |                           |
| 進水                                                      | 1668年                         | 1668年                    |
| 乗組員                                                    | 士官及び兵員150名 – 250名      | 士官及び兵員150名 – 250名 |
| 技術情報                                                  |                                |                           |
| 艦種                                                      | 二層式護衛艦                   | 二層式護衛艦              |
| 全長                                                      | 40 m                           | 40 m                      |
| 全幅                                                      | 11 m                           | 11 m                      |
| 推進方式                                                  | 帆走                           | 帆走                      |
| 武装（大砲）                                              |                                |                           |
| 18ポンド砲                                                | 26                             | 26                        |
| 8ポンド砲                                                 | 18                             | 18                        |
| 6ポンド砲                                                 | 4                              | 4                         |
| 4ポンド砲                                                 | 6                              | 6                         |
| 合計                                                      | 54門                           | 54門                      |

レオポルドゥス・プリムス（ドイツ語: Leopoldus Primus）は17世紀後半の、帝国自由都市ハンブルクで初めての護衛艦である。同艦はスペイン、ポルトガルと西アフリカへの交易路における海賊対策と、グリーンランド行きの捕鯨船護衛のために建造された。艦名は神聖ローマ皇帝レオポルト1世にちなむ。1668年に就役した後、34回に及ぶ大航海を経て1705年に解体された。この艦はやや後に就役し、より著名となった「ヴァーペン・フォン・ハンブルク」と恐らく同型である。

## 前史

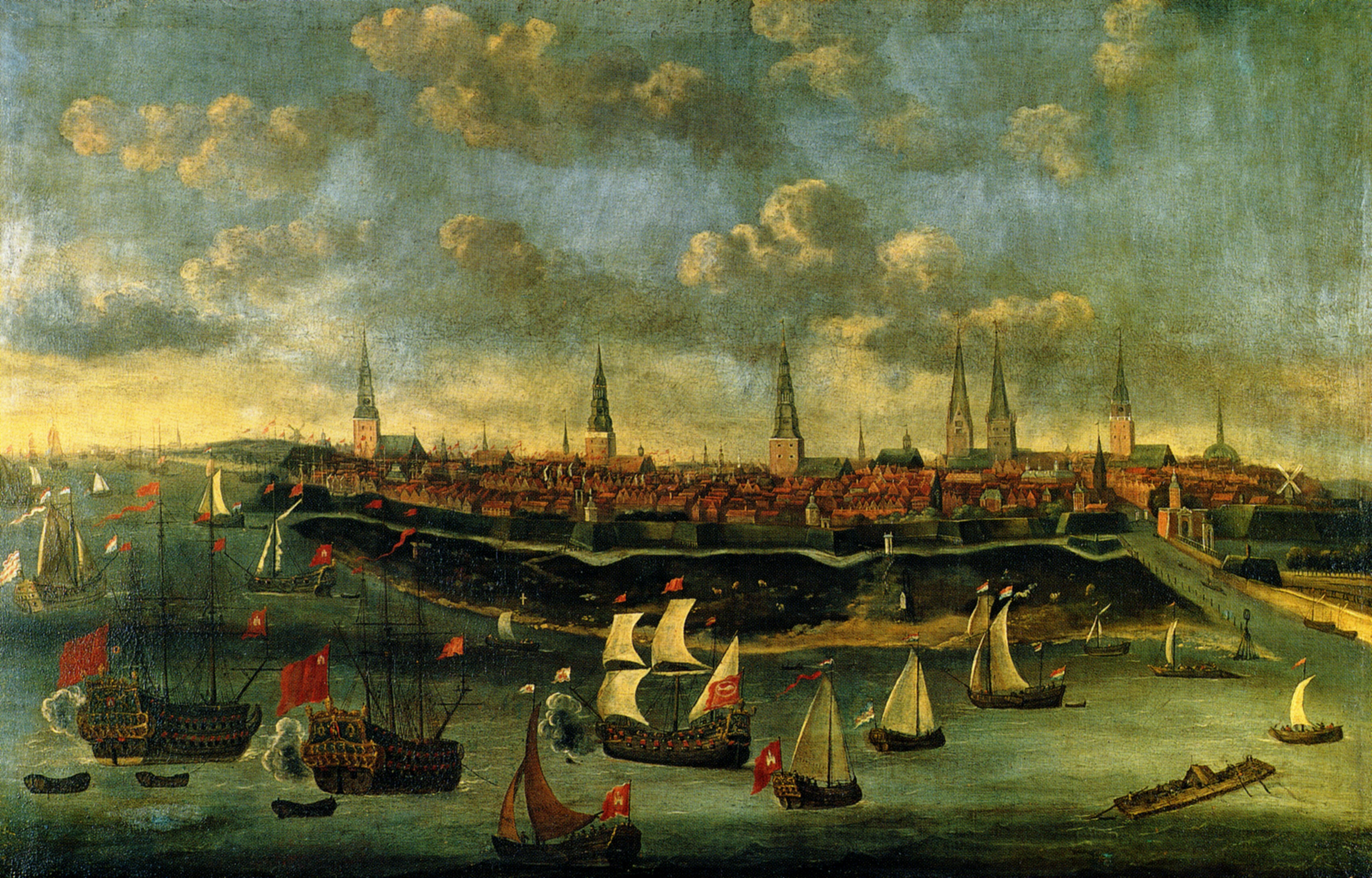
ハンブルクの風景。エリアス・ガリの1680年頃の絵画。「ヴァーペン・フォン・ハンブルク」（手前側の左から1隻目）と「レオポルドゥス・プリムス」（左から2隻目）が停泊し、ハンブルクの船主、ゲールト・ハームゼン・バーカーの私設護衛艦、「ケーニヒ・ザロモンス・ゲリヒト」（中央）に礼砲を撃っている。

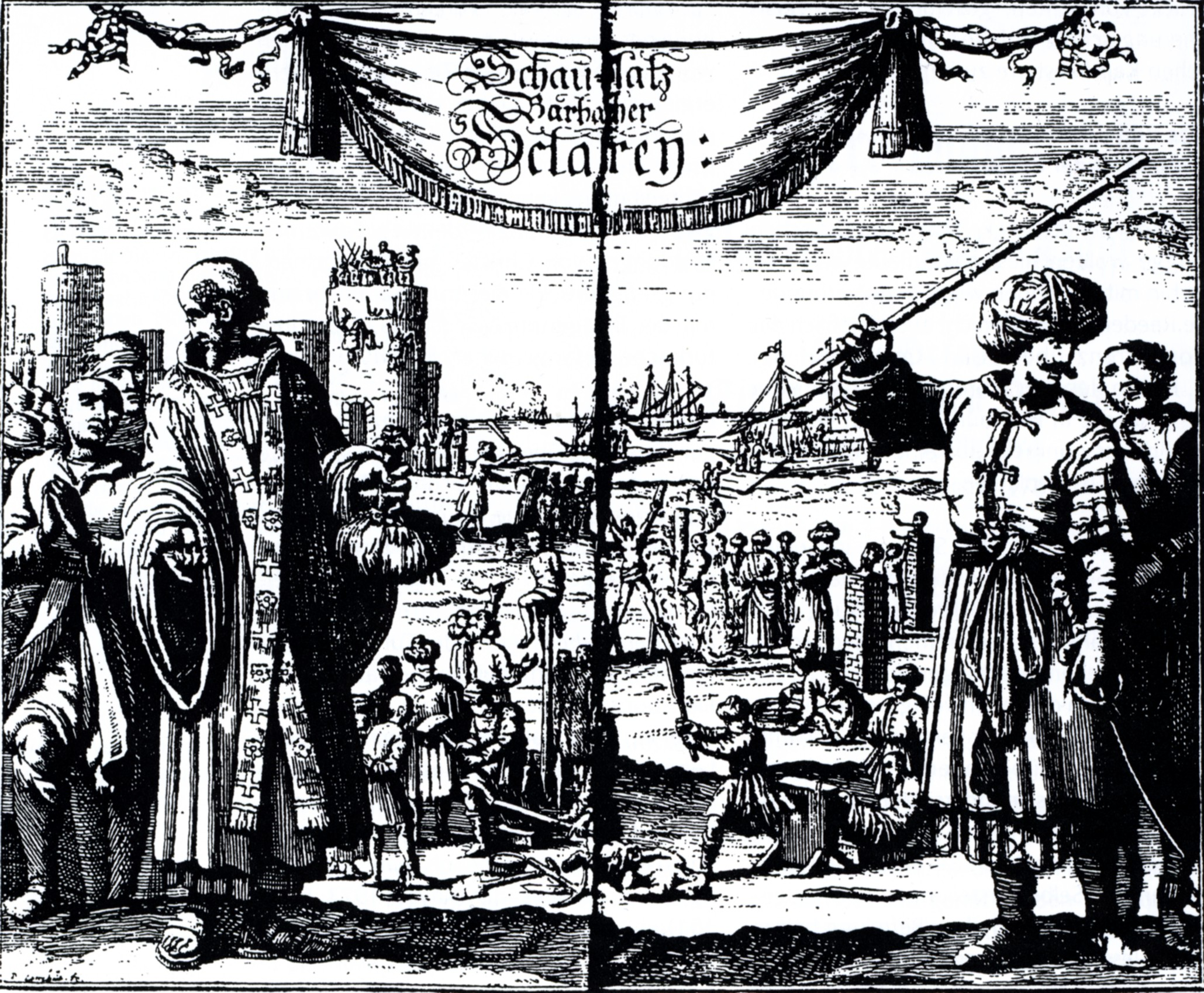
『ベルベル人の奴隷取引の現場』、1694年の銅版画。ハンブルクの新聞発行業者、ヨハン・フリッシュは特に詳細な描写をもって、しばしば「ベルベル人」と呼ばれたバルバリア海賊の想像上の残虐性を衆目に明示しなければならないと考えた。ハンブルクの船員の苦しみをこのように公開する背景には、特に利益の高い商売をしようという期待があったと見られる。

ハンブルクは16世紀、ハンザ同盟が衰退すると、その中で指導的な地位にあったリューベックに対し経済的な重要性を増大させていった。さらにハンブルクの交易関係の重点は、中世において同市とハンザ同盟の最重要の交易圏であった北海とバルト海一帯から、大西洋と地中海に移った。この傾向はそれぞれ故郷との重要な接点をもたらしたポルトガルからのセファルディム、並びにネーデルラントからのユダヤ人やプロテスタント難民の移住によって強まる。こうしてカカオ、レーズン、煙草、織物や香辛料などの交易が盛んになった。イベリア半島との交易を通じ、初めて粗糖その他の新大陸産の原料がハンブルクに到達している。
三十年戦争の間、ハンブルクは厳しく中立を守り、開戦の少し前に建築された要塞施設によって攻撃から良く守られていた。さらに全ての交戦国が、ハンブルクが無事であることが最も利益を生むと比較的早く認識したため、この戦争も町に大きな損害を与えずに推移する。こうしてハンブルクは17世紀の中盤以降、ロンドンやアムステルダムに次ぐヨーロッパでも最重要の交易中心都市の一つへと成長することに成功した。同市はロシアのアルハンゲリスクから、南方の地中海諸港とまで交易関係を結んだ。
航海は高い利益を約束したのみならず、数多くの危険も付いて回るものであった。とりわけ地中海一帯で、交易船は海賊に脅かされていたのである。そこでは主に、オスマン帝国の支配下にあったバリバリア諸国、アルジェ、トリポリとチュニスの私掠船が活動していた。これらバルバリア海賊は交易船を積荷ごと拿捕し、乗組員を奴隷とし、西地中海の市場で売り払っていた。私掠船は稀に、その略奪行動の範囲をエルベ河口にまで広げることさえあった。強大な海軍国と異なり、ハンブルクの船舶は軍事的な保護を充分に与えられていなかったため、特に脅かされていたのである。奴隷となったハンブルク出身の船員を買い戻し、自由の身とするべく1622年には初めての奴隷解放保険が同市で私設された。これは船員に、捕縛から解放される一種の保険を提供している。
1662年6月22日、推定150万ハンブルク・クーラントマルクの積荷を満載した船8隻がリスボン沖で海賊の手に落ちると、ハンブルク市参事会と市民議会は結局、対策を講じることを余儀なくされた。議会は、ハンブルク提督府参事会を通じていわゆる「護衛艦」（ドイツ語: Konvoischiff、コンヴォイシッフ）と呼ばれる武装艦の艤装し、交易船に船団を組ませ、これらの護衛艦に防護させることを決議した。さらに指導的な海軍国と条約を締結し、外国の港において市の交易船に対する護衛と安全を強化することも決定した。

## 計画と建艦

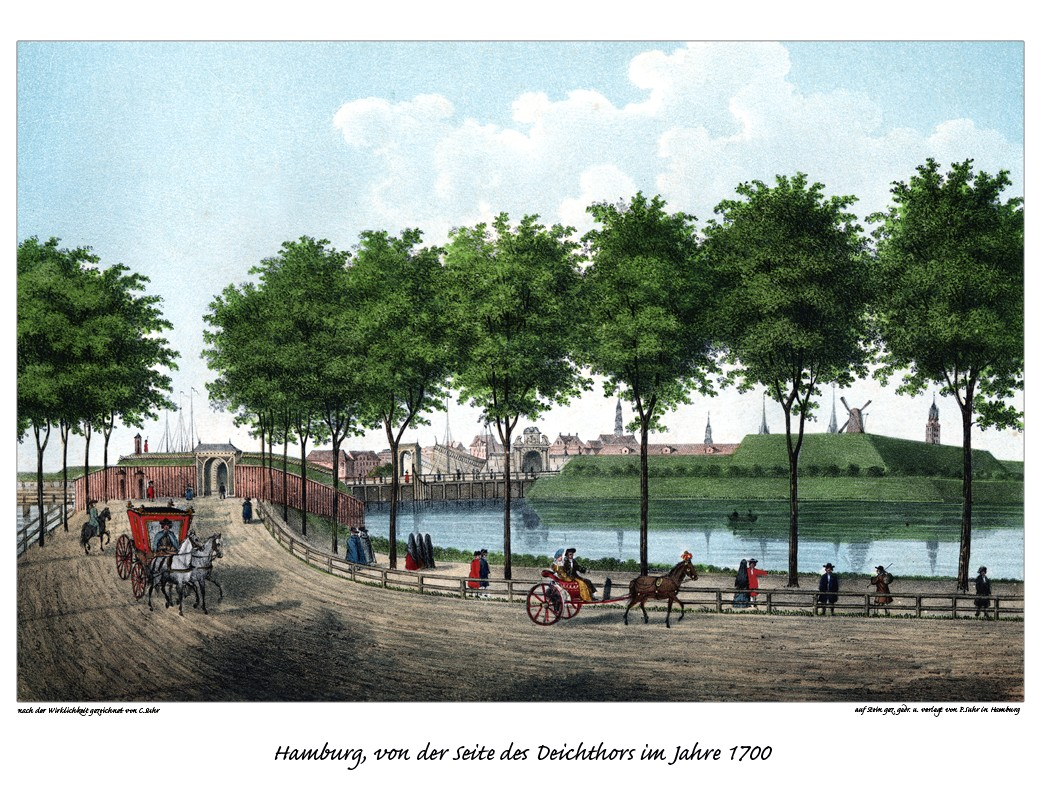
1700年頃のダイヒトーア（堤防門）。この門の近くに、「レオポルドゥス・プリムス」の建造現場があった。

「レオポルドゥス・プリムス」と、恐らく同型艦である「ヴァーペン・フォン・ハンブルク」（初代）の計画と建造は1663年に始まる。計画が文献に初出するのは、同年6月4日の提督府の議事録である。商人、ディートリヒ・ファスマーが全商業者の代表として
を提案した。
従来の不適な商船に代わり、以後は純然たる軍艦がハンブルクの貨物船の保護に配慮することとなった。早くも9月23日には、市民会議がフリゲート2隻の建造を提案する。その資金調達のため「濠金」（ドイツ語: Grabengeld、グラーベンゲルト）、すなわち市壁と水濠の建造、補強と防備のための支出が倍加されることになる。間もなく、市民議会は諸計画に賛同した。
「レオポルドゥス・プリムス」の建造について伝わる情報は多くない。建造開始は、不明の理由によって著しく遅れる。諸計画は、ほぼ忘れ去られたかと思われた。1665年2月、「立派な商人」7名が創設して間もないハンブルク商人の代表機関、商業委員会が建艦を催促した。1666年6月27日、それがいまだに始まっていなかったので、同委員会は再び計画に注意を促す。10月31日、市民議会は改めて2隻の建造を承認したが、この時には建艦を開始してから濠金を支払うという条件を付けている。
1666年11月と1667年1月、商業委員会が重ねて建艦を催促した後、誰が両艦の建造費用を負担するのか、という議論が発生した。提督府と商業委員会の間で数多くの書簡が交わされる中、費用分担を巡る審議や協議はなおも進展を見せなかった。
結局、起工は1667年中に実施された。1隻は市金庫が、もう1隻は商業委員会が負担することになり、それぞれの出資者が監督する中で建艦されたのである。両艦の建造は、名前が伝わっていないネーデルラントの船匠の指導下、ネーデルラントの模範に従い、純粋に職人の手で実施された。すなわち、設計図は用いられていない。同時代の船匠は誰もが書類で記録されたり、譲渡されたりすることのない、厳しく守られた家伝の秘密を受け継いでいたのである。建造の場としてはダイヒトーア（堤防門）付近の広場が利用された。皇帝レオポルト1世を表した艦尾像など、彫刻作業はハンブルクの彫刻家、クリスティアン・プレヒトが担当した。この像は現在、ハンブルク歴史博物館に展示されている。
木工作業は起工と同じ年に終わり、1668年2月からは艦の艤装が始まる。同年9月、「レオポルドゥス・プリムス」は出航準備が完了し、その旨が市議会に報告された。しかし、同艦はすでに4月には完成していたと思われる。なぜなら商業委員会のある覚書が、その時点で「新造の護衛艦」に言及し、同年の夏には準備が整うとしているからである。「レオポルドゥス・プリムス」はM. ドライアーを初の艦長に頂き、処女航海に出た。

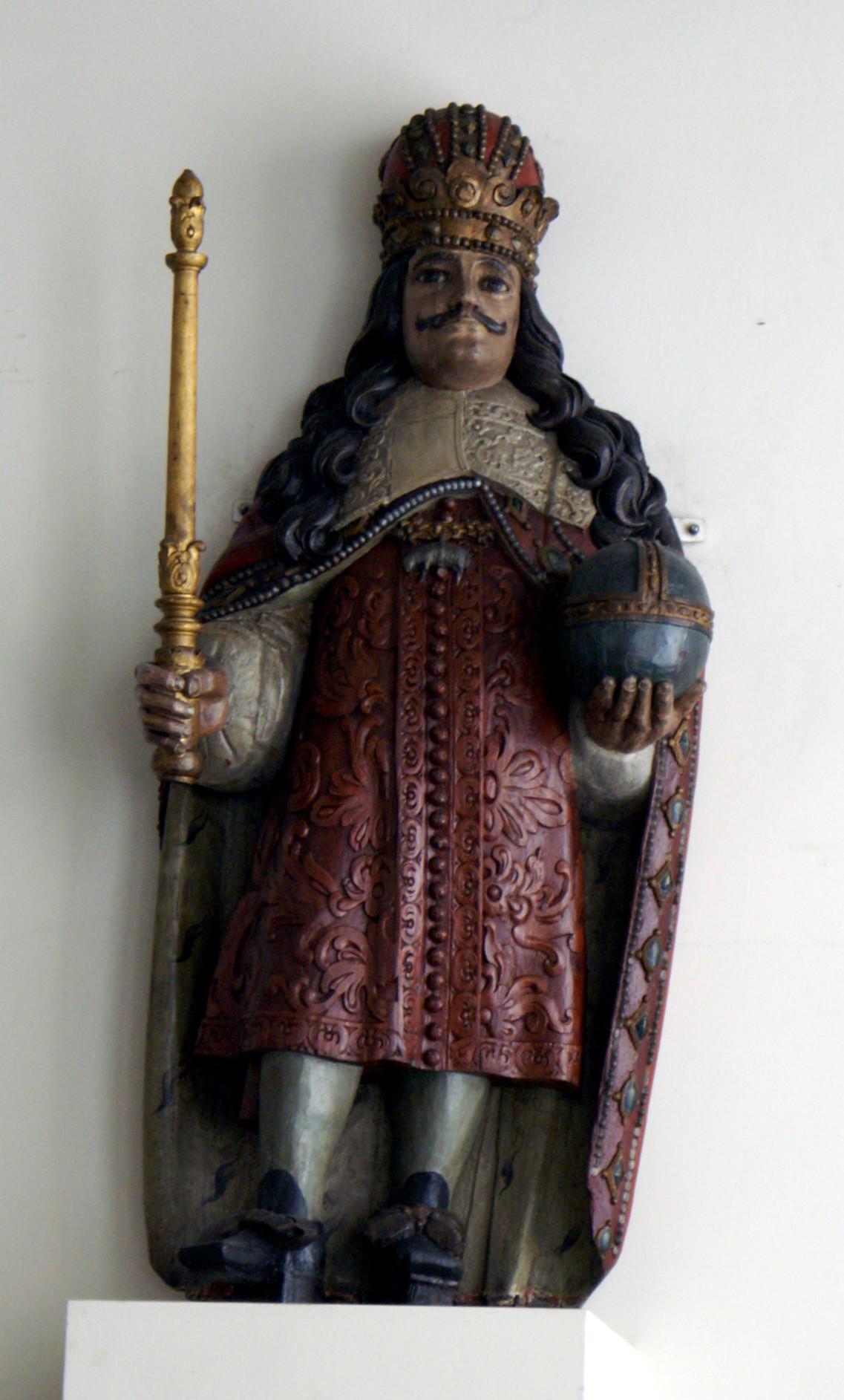
「レオポルドゥス・プリムス」の艦尾を飾るレオポルト1世像。伝説によれば、この分かりやすい「ハプスブルクの顎」は海賊にさえ圧迫感を与えたという。この像はハンブルクの教会のためにも作品を製作した同市の彫刻家、クリスティアン・プレヒトの手によるものである。

このように重要な艦の名を、遥かなウィーンで厳格にカトリックを信仰する皇帝にちなんで付けたことは、神聖ローマ帝国の国事にあまり関って来なかったハンブルクにとってかなり異例であった。その動機としては、この命名問題を題材とする手書きの詩が挙げられる。
Die hamburgische Fregatte.
Ihr Edle, haltet Rath! wie wollet Ihr benennen
Das neuerbaute Schiff? wobey soll man es kennen,
Wann andrer Orten kombt? Solls der Neptunus sein?
Warumb ein Heiden-Gott? Ein heller Sternenschein,
Wie Amphora, wär guth, Aquarius von gleichen, 
Allein die Argo wird ja schwerlich diesem weichen.
Die führte fünfzig vier, so edell allzumahl
So rittermäßig all. Dis Schiff an gleicher Zahl
Führt auch soviel Geschütz, die müsste man beachten,
Dis hat so etwas Grund, doch kan man weiter trachten,
Zu finden einen Nahmen, der herrlich allen sey,
Der aller Völker Furcht, der dan diss Schiff befrey
Von Unlust, von Verdruss, so wirds dann heissen müssen,
Der Kayser Leopoldus, dem ich leg zum Füssen.
J.V.S. Philolingius
ハンブルクのフリゲート
貴顕なる方々よ、話し合われよ！いかに名づけるのか
この新たに造られし船を。何によって認められるべきか？
異郷に至りし時に。それはネプトゥーヌスであるべきか？
なぜ異教の神なのか？明るい星の輝き、
さもアンフォラの如きは良かろう。みずがめ座と同じく。
アルゴ座もほぼそれには劣るまい。
そは54（の星）を引き連れる。みな共にかくも気高し。
みなかくも騎士の如し。この船も同じ数の
砲を備え、そこに意を払うべし。
それには理由があるが、さらに努めることもできる。
見つけるにあたって、誰にも素晴らしき名を。
全ての民の恐れとなり、かくしてこの船を解き放つ、
嫌気や不愉快より。ならば名乗らねばなるまい。
皇帝レオポルドゥスと。私が足下にひれ伏すその方（の御名を）。
作者は1664年にトルコ軍のヨーロッパ進撃を阻止した、レオポルト1世率いる神聖ローマ帝国軍のモーガースドルフにおける勝利に触れていると考えられている。この皇帝をイスラム教徒の海賊に対する守護聖人に頂くことは、つまり当然の発想だったのである。さらにレオポルト1世の通商政策は北に目を向けたものであり、ハンブルクは銅の輸出および海外交易の積み替え港として必要であったという事情も加わる。これらの計画は、まだまだ帝国自由都市としてのハンブルクの地位を否定していたホルシュタイン公に対し、強力な同盟者を得ることになったハンブルク市民にとって歓迎されるものであった。
皇帝とハンブルクの友好関係は、ハンブルクが厳格に中立を貫いた三十年戦争の時代に由来する。

## 構造、艤装と乗組員

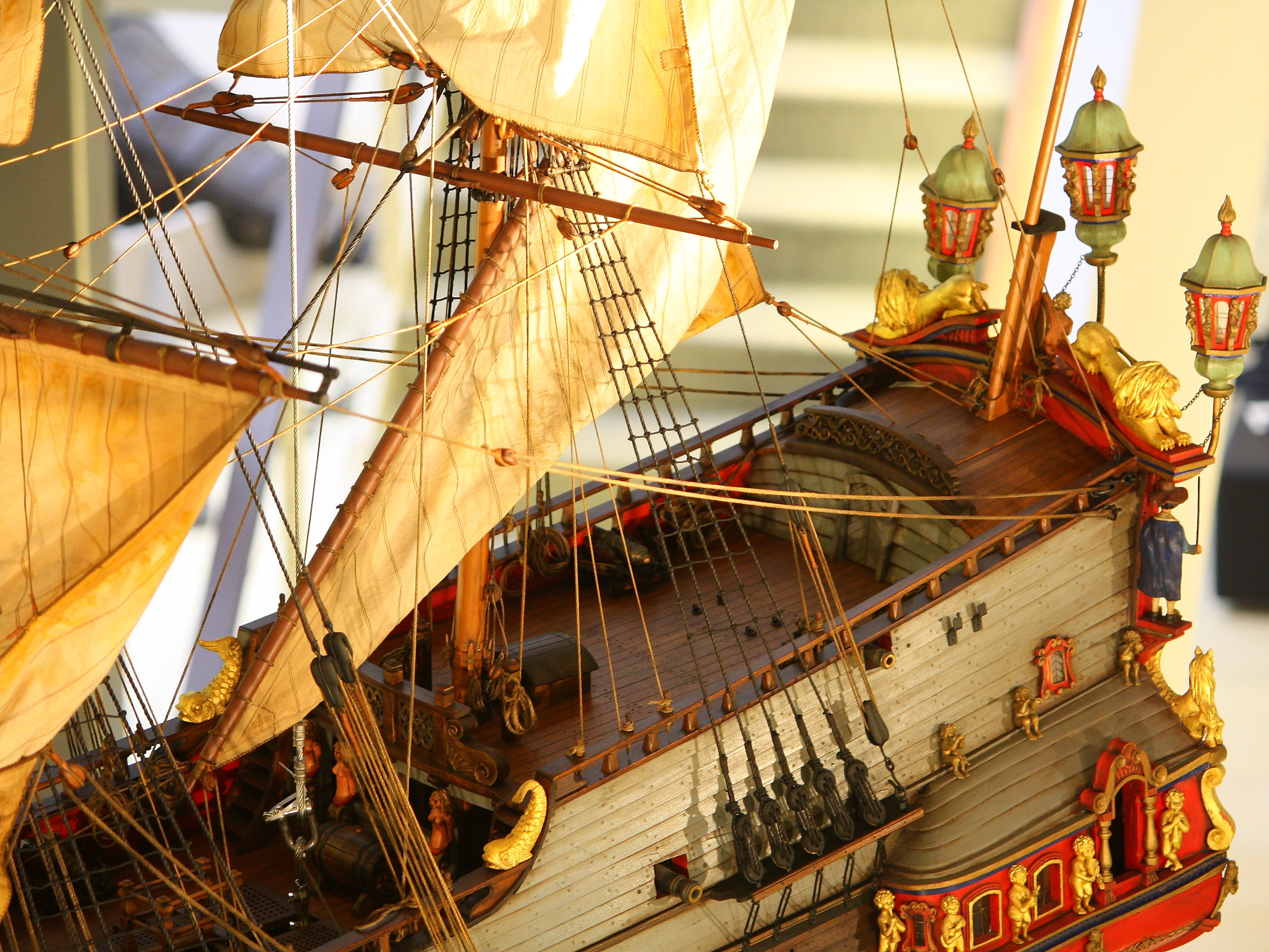
船尾楼甲板と艦尾甲板。

「レオポルドゥス・プリムス」の第8肋材部分の断面図。艦体下部の屈曲がよく分かる。

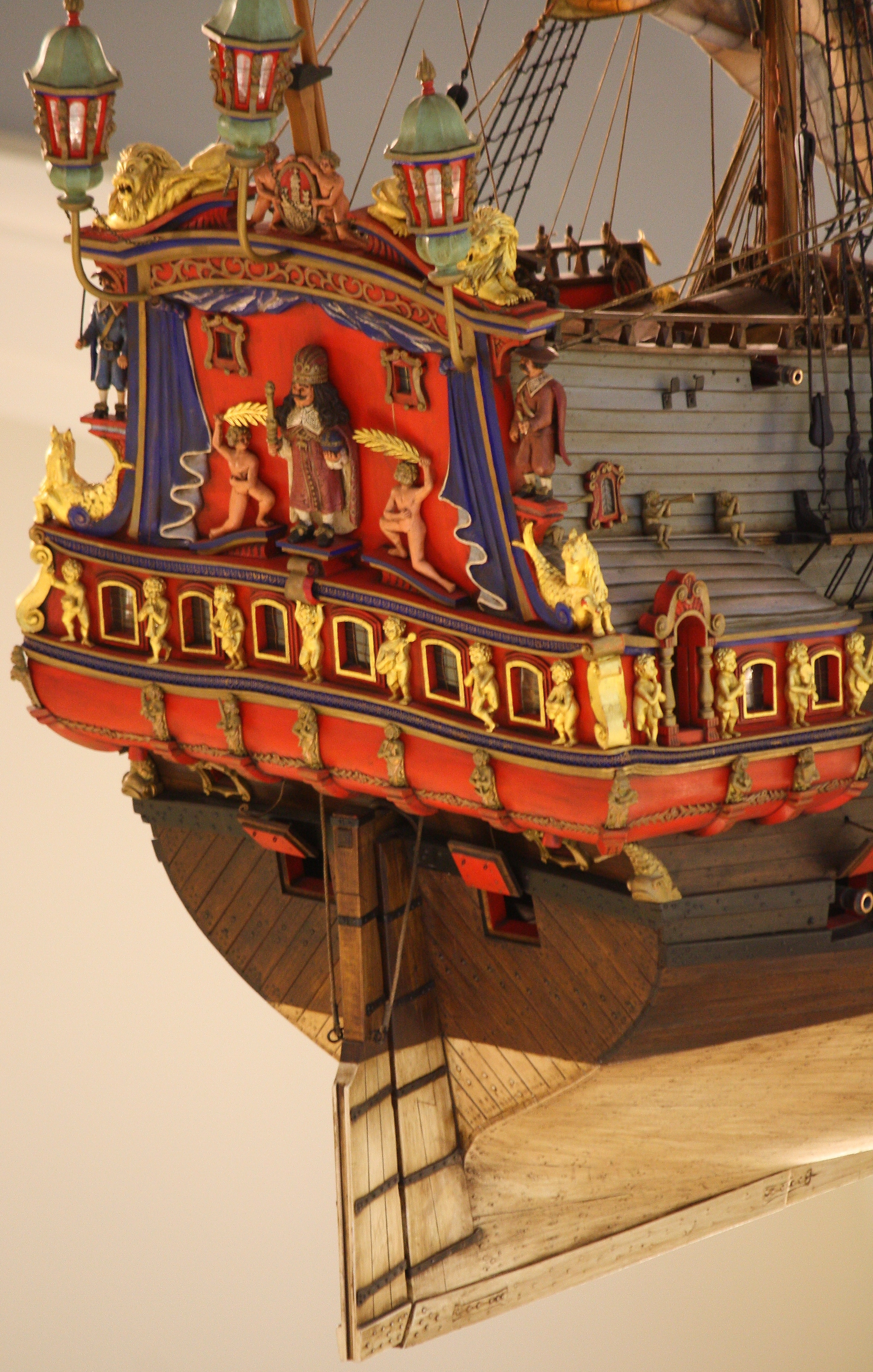
数々の寓意的な像と、皇帝レオポルト1世像をもって美しく装飾された艦尾板。

艦の大きさと外見については、姉妹艦の「ヴァーペン・フォン・ハンブルク」と同様に有意義な資料がほとんどない。寸法は伝わっておらず、当時は一般的であった模型についても一切が不明である。そのため外見は数少ない確実な絵画や、1685年から伝わるヴァーペン・フォン・ハンブルク（二代目）の船舶設計図から再現するしかない。
その再現に拠ると、「レオポルドゥス・プリムス」は二層式で平らな艦尾を備えた横帆船であった。両艦がヨーロッパの他国と同様に、主流のネーデルラントの建造様式を模倣したのは確実とされる。クィンガーは「レオポルドゥス・プリムス」と「ヴァーペン・フォン・ハンブルク」のどちらもネーデルラント海軍の旗艦、「エミリア」を多少なりとも模倣していると推測している。それに従うと「レオポルドゥス・プリムス」の全長はちょうど40メートル、全幅はほぼ11メートルであった。エルベ川の浅瀬を通過してハンブルクに至るため、「レオポルドゥス・プリムス」の艦体はいわゆる「ロッテルダム型」の形状で造られていた。つまり艦体下部には屈曲があり、艦の喫水と復元性が変わらない場合において、艦体が丸みを帯びる同規模の艦船と比べ、遥かに喫水が浅くなるようになっていたのである。
艦尾は板によって平らに切れており、そこには上図のレオポルト1世の像が固定されていた。船尾板はクォーター・ギャラリーとともに構造上、一体となっている。船尾板と船尾楼は外交上の理由により、芸術的なバロック様式の彫刻で装飾されていた。例えば恐らくレオポルト1世像の上に、船尾板の終端部としてライオンの像が2つあった。この像はヒッポカムポス、イルカその他の海洋生物の彫像に囲まれていた可能性がある。また、他の多くの部分にも彫刻や装飾が施されていた。舷側には、舷墻を含むガンネルまで板が張られていた。艦の板張りは平張りであった。すなわち、板の両端は丸みを帯びて接触しており、滑らかな表面を形成していた。
「レオポルドゥス・プリムス」は3本のマスト、すなわちフォアセイル、フォア＝トップスルとフォア＝トゲルンスルを伴うフォアマスト、メーンスル、メーントップスルとメーン＝トゲルンスルを伴うメインマストおよびクロスジャッキとスパンカーを伴うミズンマストを備えていた。さらに、複数の小さな帆を伴うバウスプリットもあった。帆の色は黄土色から灰色であったと思われる。一方、白であったとは考えられない。護衛艦としての任務に最も重要な艤装だったのは、大砲である。「レオポルドゥス・プリムス」には合わせて54門が搭載されていた。最も大口径の砲は通例に従って下部の砲甲板に、より軽量の砲は上部の砲甲板や左舷、並びに後部甲板に置かれていた。姉妹艦である「ヴァーペン・フォン・ハンブルク」に関しては下記の構成が再現されており、「レオポルドゥス・プリムス」も同様であったと思われる。
- 18ポンド砲×26門
- 8ポンド砲×18門
- 6ポンド砲×4門
- 4ポンド砲×6門

同艦には砲より多くの砲門が設けられており、砲の配置転換が可能になっている。大砲は恐らく鋳鉄製である。青銅は外交用の数少ない砲にのみ用いられたと考えられている。これらの大砲の一部は提督府の発注によって製造されたり、ほかにはハンブルク市内や外部から購入されたりした。「レオポルドゥス・プリムス」が長期間にわたって港内に停泊していた間、砲は降ろされ、すぐに護衛艦の艤装を担当する護送船団武器庫に運ばれた。これらが艦に戻されるのは、次の航海が迫ってからである。この背景には、大砲をハンブルクの防衛に使えるようにするという施策の一つがあった。例えば1686年、ハンブルクがデンマーク軍に攻撃された時、護衛艦の砲は市壁に回されている。それらの砲が艦船に戻されたのは、1687年5月になってからのことであった。
「レオポルドゥス・プリムス」の乗組員は、航海の長さと目的に応じて150名から250名で構成されていた。その内、艦長と副官を含む15名から20名が士官であったが、説教者と兵の指揮官もその数に入っていた。本来の乗組員が俸給を受け取ったのは、航海の間のみであった。しかしハンブルクでは同時代のイングランドの慣行と異なり、船員の強制徴募は行われない代わり、市内その他の重要な周旋場で募集された。装備、衣装箱、背負い袋、ハンモックや衣服は船員が自分で用意することとされた。どちらかと言えばみすぼらしいそれらの服は、多くの船乗りがボロ布から自分で作ったものである。船上の劣悪な衛生環境は、戦死者1名に対し病没者が最大4名に上るという結果に繋がっている。
上記の人数には、一時的に募集された兵員40名から60名も含まれている。彼らは常設の、訓練を受けたハンブルク守備隊から抽出され、市の司令官の命令で「レオポルドゥス・プリムス」その他の護衛艦に配置されていた。そして船員とは対照的にハンブルク市軍の制服を身に纏い、戦闘における本来の任務と並んで艦の秩序を維持する役目も担ったのである。

## 出動と解体

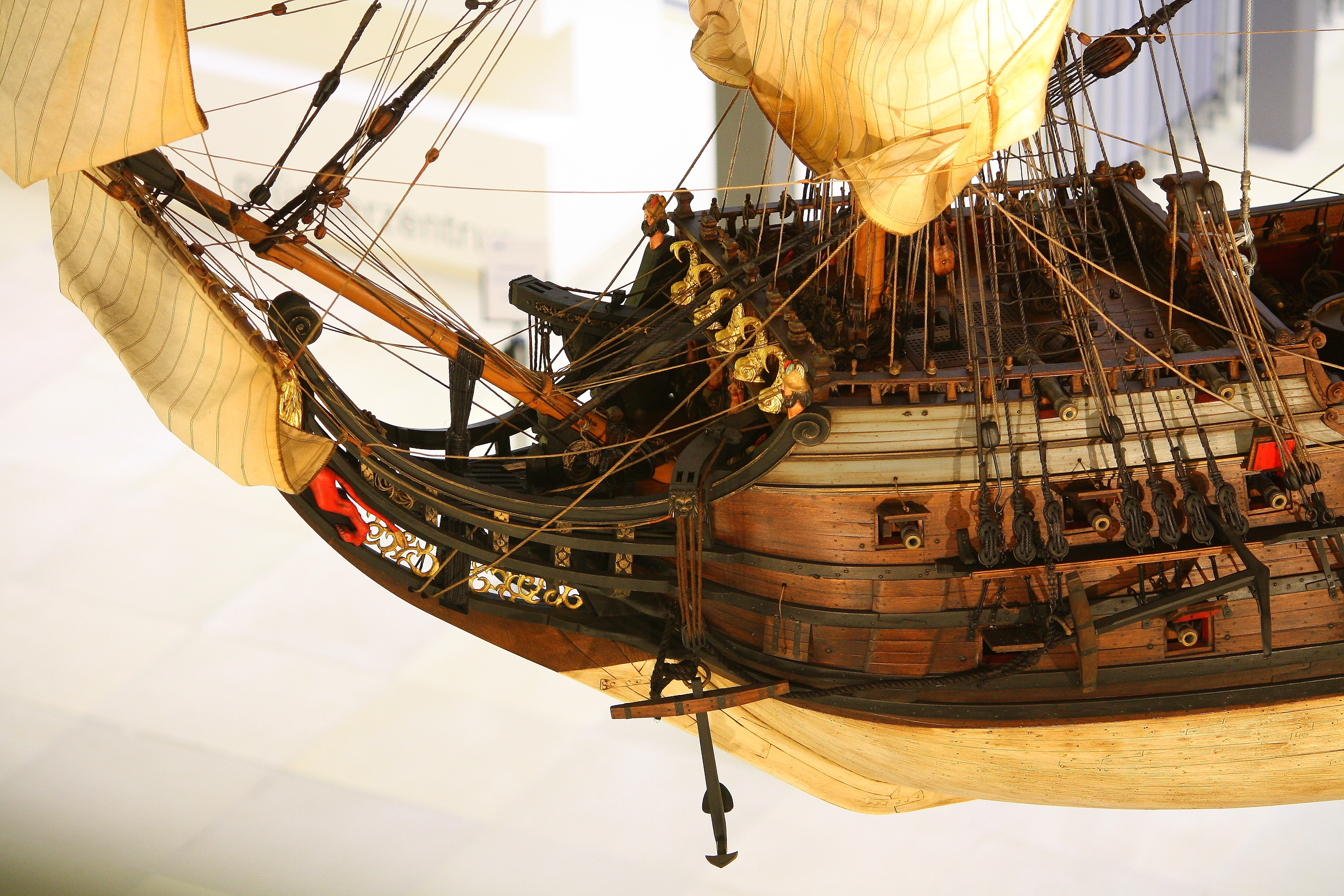
「レオポルドゥス・プリムス」の艦首。

「レオポルドゥス・プリムス」の成果に富む出動は、数々の報告に裏付けられている。例えば1673年の晩秋、艦長ベーレント・ヤーコプゼン・カープファンガーは「レオポルドゥス・プリムス」をもって、同艦がポルトガルから護衛して来た船団をフランスの私掠艦隊がドッガーバンクで襲撃した際、戦闘に勝利している。1年後、カープファンガーはサン・ヴィセンテ岬でトルコの海賊船3隻と遭遇したが、これらは早期に戦いを打ち切った。
カープファンガー率いる「レオポルドゥス・プリムス」の出動の頂点を成したのは1678年9月11日、エルベ河口でフランスの私掠フリゲート5隻を撃退した戦いであった。フランスのフリゲートはグリーンランドからハンブルクへ戻る、50隻の捕鯨船団を狙っていたのである。この時は12時間に及ぶ海戦の末、フランス艦2隻が撃沈され、残りは敗走した。ハンブルク側で失われた船はなく、「レオポルドゥス・プリムス」自体も軽く損傷したのみであった。同艦の戦死者は2名に留まったほか、1名が負傷している。伝説によればハンブルクはカープファンガー艦長を凱旋行進とともに迎え、市議会は彼に300ライヒスターラーを贈ったという。
1679年、スウェーデン＝ブランデンブルク戦争に際してハンブルクが約束していた150,000ターラーに上る補助金を強制的に徴収するべく、ブランデンブルク＝プロイセンの艦隊がフリー、ヘルゴラント島およびシェトランド諸島近海を哨戒していた時、「レオポルドゥス・プリムス」と「ヴァーペン・フォン・ハンブルク」を含む複数のハンブルク艦とブランデンブルク艦隊が対峙に至った。どちらも戦闘準備を整えて向き合ったが、ハンブルクとブランデンブルクが交渉中であったことは誰にも分かっていたため、この対決もどうにか無事に終わっている。最終的には平和裏に、ハンブルクが未払いの資金を納めるという合意が交わされた。

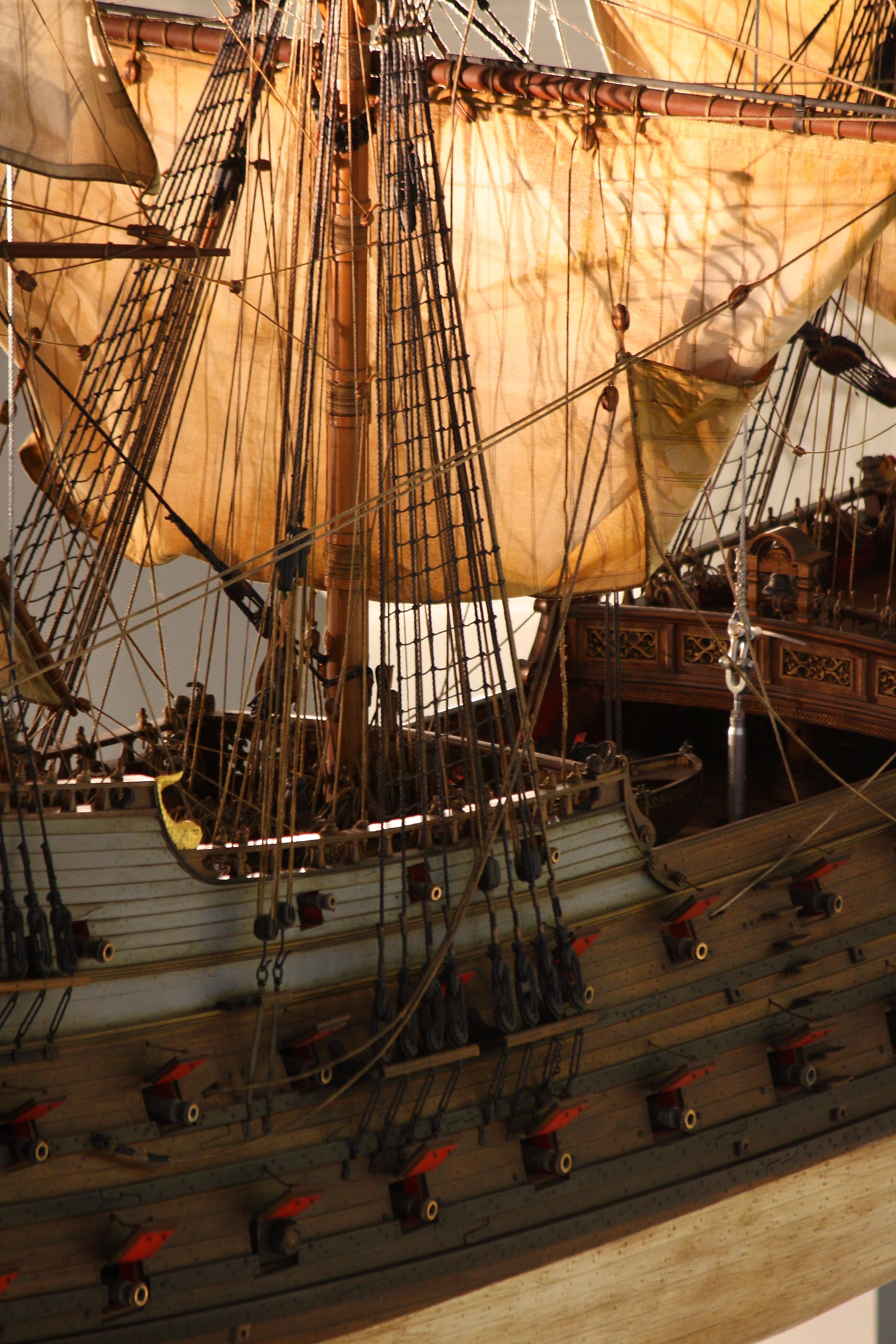
艦体中央部の詳細。

1681年、カープファンガー指揮下の「レオポルドゥス・プリムス」はトルコ艦隊からスペインの白銀艦隊を救う行動に参加し、1686年8月にはクリスチャン5世率いるデンマーク軍に対してハンブルクが防戦した際、重要な貢献を果たしている。この時、市議会の決定によって提督府に、「レオポルドゥス・プリムス」を独自の判断に基づいて投入する権利が与えられたのである。その出撃とブランデンブルク並びにハノーファー艦隊の介入がなければ、市の独立はデンマークによる占領をもって終わっていたと考えられる。1693年、「レオポルドゥス・プリムス」はサン・ヴィセンテ岬付近で、今度はフランスの私掠船に襲撃された。この時には護送船団のほぼ全ての船が失われている。
1702年、「レオポルドゥス・プリムス」は当時のハンブルクが保有する3隻の護衛艦の中で最古の1隻となっており、西方に向けた護衛任務の間に強い嵐に遭い、重大な損傷を被った。艦長のシュレーダーは引き返し、イングランドのファルマス港へ退避することを余儀なくされる。視察の後、船大工たちは「レオポルドゥス・プリムス」に修理するだけの価値がないと見なした。シュレーダーはこのことを、配下の士官たちの鑑定を添えてハンブルクに報告した。この艦を売却するという提案は、市議会と提督府から却下され、「レオポルドゥス・プリムス」はハンブルクへと回航される。ハンブルクの専門家は視察の後、同艦が修理可能できるもので、彼らの一部はなお10年の航海が可能であるとした。続いて「レオポルドゥス・プリムス」は3,500マルク（1166ターラー）をかけて修理され、1703年にはグリーンランドへ向けて出航している。
「レオポルドゥス・プリムス」が次の航海へ出る前の1705年3月、護送船団委員会は士官と乗組員に、この艦が護送任務中にどのように持ちこたえたのか質問した。最も不利な証言をしたのは上等兵曹であり、
と述べている。
何人かの専門家はなおも、「レオポルドゥス・プリムス」がイングランドへの航海を実施できると考えていたが、護送船団委員会は市議会との合意の下、同艦をこれ以上出航させないことにした。この決断は確実に、改めて修理すれば必要になっていた極端に高額な費用を背景に下されたものであった。36年を経て、ハンブルク市初の護衛艦の艦歴は終わった。その後、「レオポルドゥス・プリムス」については何も伝わっていない。1705年、恐らくハンブルクで解体されたようである。
「レオポルドゥス・プリムス」は合計でイベリア半島へ22回、イングランドへ3回、そして捕鯨船護衛のためグリーンランドへ9回の航海に出ている。これによって同艦は、ハンブルクの護衛艦として就役中に最も出動を重ねた艦となった。32回の航海をもってこれに迫る成果を挙げられたのは、「アトミラリテート・フォン・ハンブルク」のみである。どちらかと言えば、しばしば外交のために建造されたハンブルク市の他の護衛艦が、これほどの規模をもって本来の目的に対応したことは絶えてなかった。

## 資料の状況と絵画作品
間違いなく「レオポルドゥス・プリムス」を描いた作品は冒頭に示した1680年頃のエリアス・ガリの絵画、『エルベから見たハンブルクの風景』のみである。ガリの絵画では前景の左から2隻目の船として『レオポルドゥス・プリムス』が見られる。その左には姉妹艦、「ヴァーペン・フォン・ハンブルク」が描かれている。
1672年製のあるガラス製ビールジョッキ、1688年頃のハンブルクの風景を描いたJ・G・シュトゥーアの絵画や、特に銅版画など他の全ての作品はハンブルクの銅版画家・彫金家、ヨアヒム・ヴィヒマンが1675年に製作した銅版画に基づいている。しかし彼はこれら2隻の護衛艦を描いてはおらず、ネーデルラントの銅版画家、ヴェンツェスラウス・ホラーが恐らく軍艦「デ・ホラントシェ・マークト・イン・デン・トゥイン」を描いた版画を単に盗作したのである。

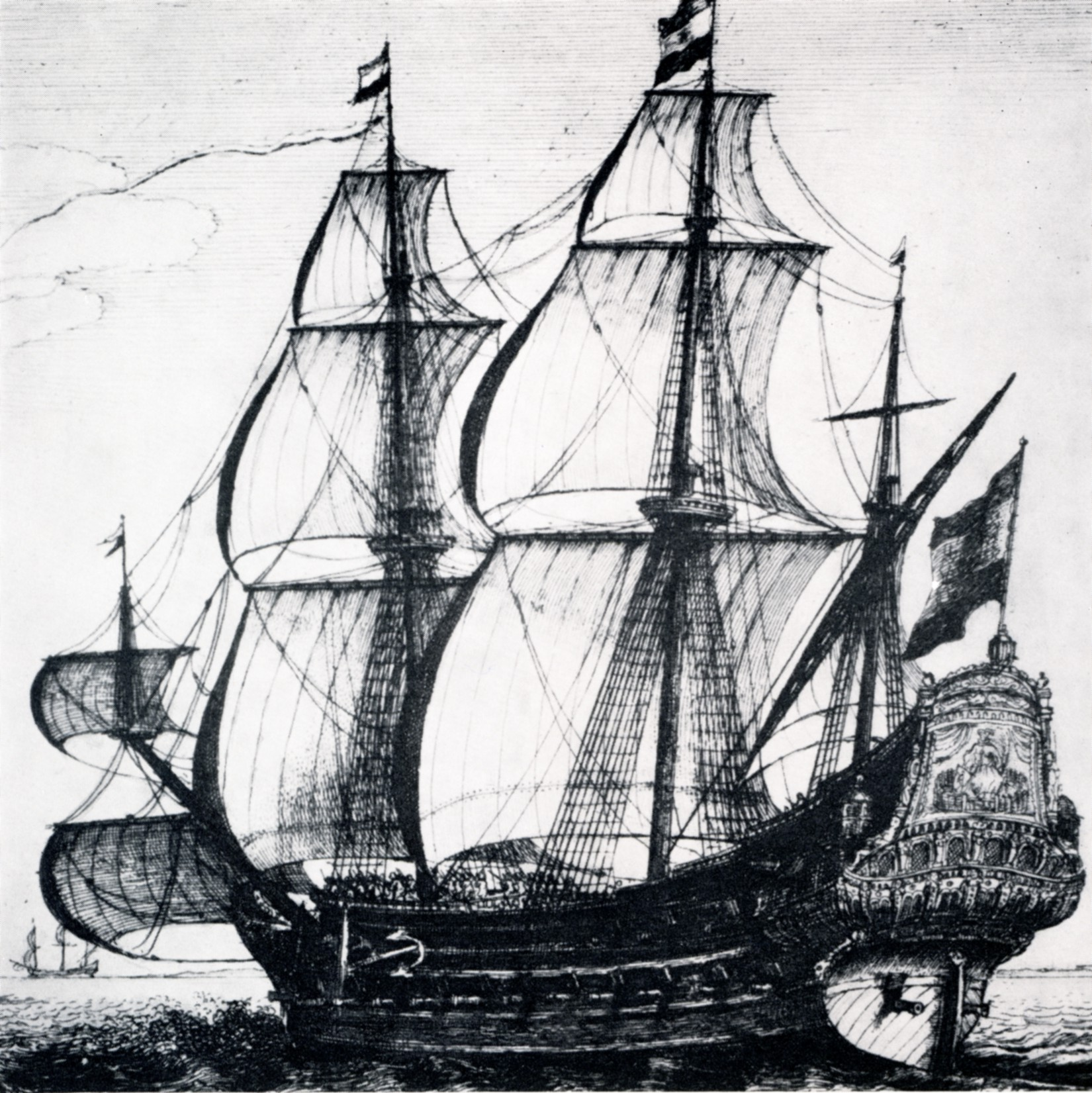
ヴィヒマンの盗作の手本。恐らく「デ・ホラントシェ・マークト・イン・デン・トゥイン」。ヴェンセスラウス・ホラーの銅版画。アムステルダム、1647年制作。
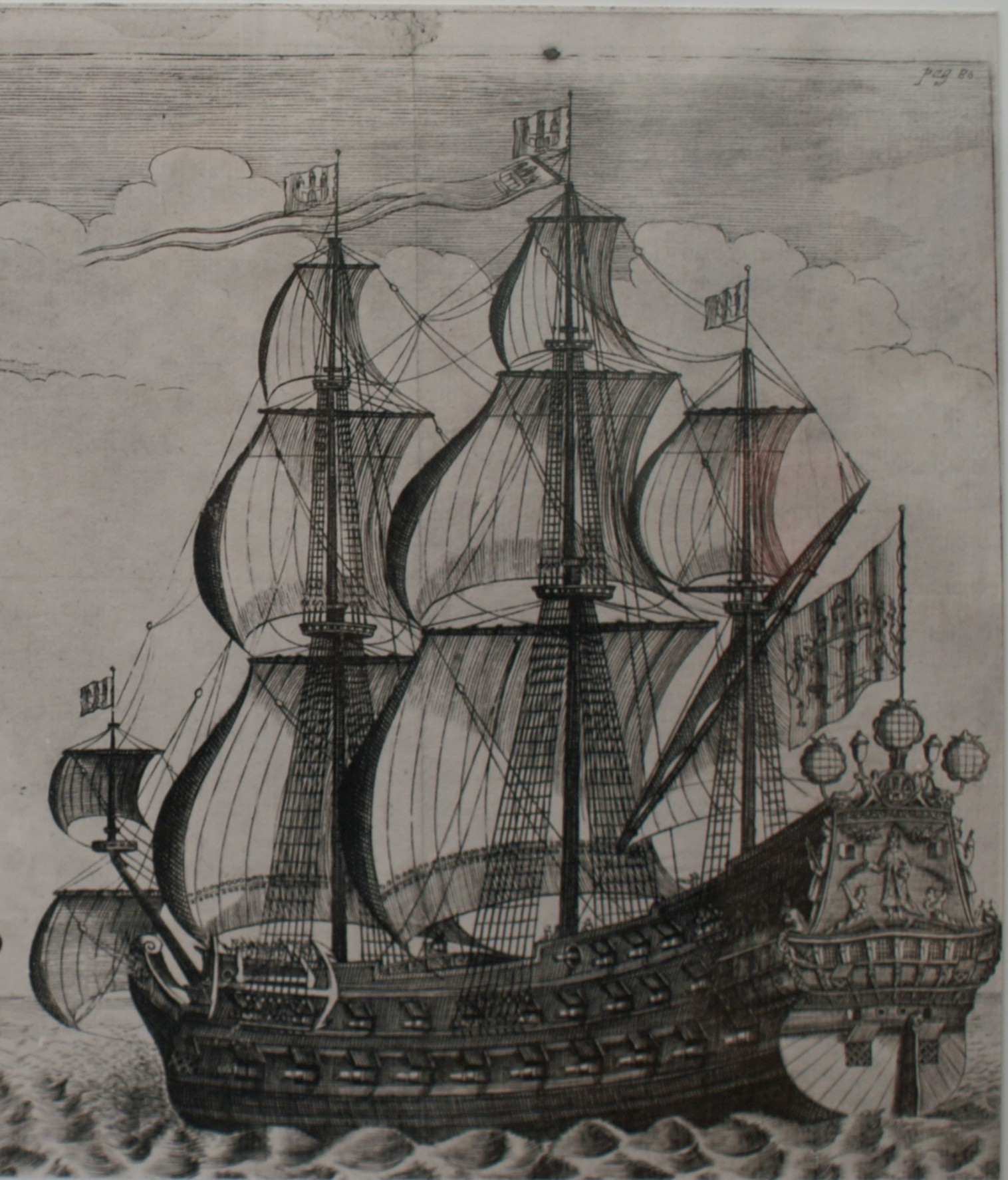
1675年、ヨアヒム・ヴィヒマンが盗作した銅版画に基づく「レオポルドゥス・プリムス」とされる絵画。
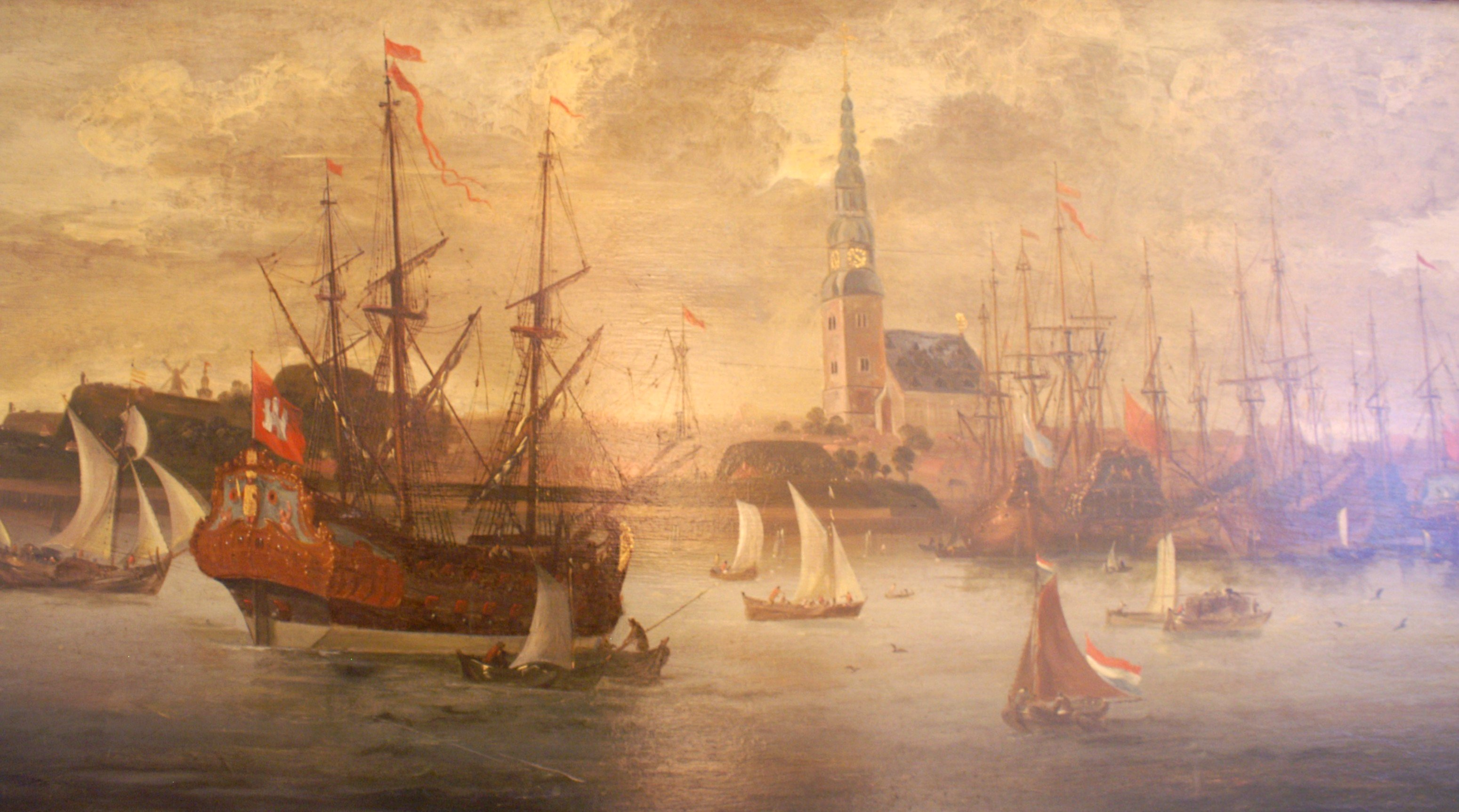
J・G・シュトゥーアの絵画、『南西から望むハンブルクの風景』の一部に描かれた「レオポルドゥス・プリムス」。1688年の作品。
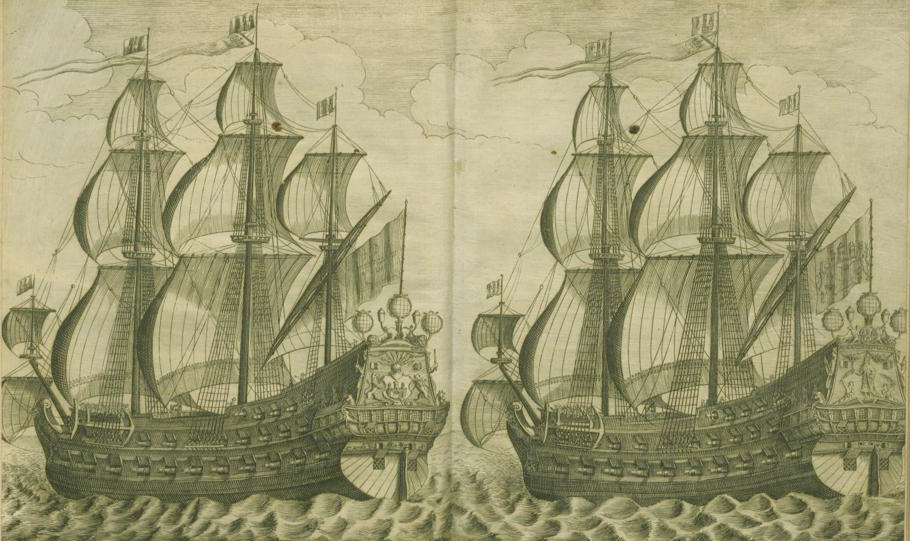
1675年、ペーター・ヘッセルが著した本に描かれている「レオポルドゥス・プリムス」と「ヴァーペン・フォン・ハンブルク」。

「レオポルドゥス・プリムス」と初代「ヴァーペン・フォン・ハンブルク」を描いた他の作品は1675年に出版されたペーター・ヘッセルの著書、『Hertzfliessende Betrachtungen / Von dem Elbe Strom』に掲載されている。

## 文献
- エルンスト・バーシュ（ドイツ語版）: Hamburgs Convoyschiffahrt und Convoywesen: ein Beitrag zur Geschichte der Schifffahrt und Schifffahrtseinrichtungen im 17. und 18. Jahrhundert, Hamburg 1896 – その古さにも拘わらず、ハンブルクの護送船団に関して広範な資料に基づいて記された唯一の著書である。
- Peter Hessel: Hertzfliessende Betrachtungen / Von dem Elbe Strom, Altona 1675（ISBNなし）.
- Wolfgang Quinger: Wappen von Hamburg I, Rostock 1980.
- Carsten Prange: Hamburg und die Barbaresken – Herausforderungen der Hamburger Kauffahrer durch die Korsaren、 Gottes Freund – Aller Welt Feind. Von Seeraub und Konvoifahrt所収。ハンブルク歴史博物館（英語版）出版。Hamburg 2001, ISBN 3-9805772-5-2.